# Френсис
Френсис (енгл. Frances) је амерички биографски филм из 1982. У филму наступа Џесика Ланг као глумица Френсис Фармер. Ким Стенли и Сем Шепард се појављују у споредним улогама.
Филм хронолошки приказује живот Френсис Фармер од 1930-их као средњошколке, њену кратку филмску каријеру, њену хоспитализацију 1940-их због наводне менталне болести и њену дехоспитализацију 1950-их и појављивање у емисијиThis Is Your Life. Након премијере, филм је рекламиран као наводно истинита прича Фармерина живота али сценарио је углавном био измишљен. На примјер, филм приказује да је Фармерова била лоботомизирана; за шта се претпоставља да се није десило.

## Улоге
- Џесика Ланг — Френсис Фармер
- Сэм Шепард — Хари Јорк
- Ким Стенли — Лилиан Фармер
- Барт Бернс — Ернест Фармер
- Џефри Деман — Клифорд Одетс
- Кристофер Пенок — Дик Стил
- Џонатан Бенкс — аутостопер
- Бони Бартлет — шминкерка

## Награде и номинације
Џесика Ланг је номинована за Оскара и Златни глобус у категорији најбоље главне глумице, а Ким Стенли је била номинована за Оскара и Златни глобус у категорији најбоље споредне глумице. Филм је такође приказан на 13-ом Московском међународном филмском фестивалу гдје је Лангова добила награду за најбољу глумицу.